# Beschäftigtenschutzgesetz
Das von 1994 bis 2006 geltende deutsche Beschäftigtenschutzgesetz diente dem Schutz der Beschäftigten vor sexueller Belästigung am Arbeitsplatz. Das Gesetz wurde 2006 durch das Allgemeine Gleichbehandlungsgesetz abgelöst.

## Ziel und Inhalt
Das Ziel des Beschäftigtenschutzgesetzes war die „Wahrung der Würde von Frauen und Männern durch den Schutz vor sexueller Belästigung am Arbeitsplatz.“ (§ 1).
Das Gesetz verlangte, dass Beschäftigte durch ihre Arbeitgeber und Dienstvorgesetzten vor sexueller Belästigung am Arbeitsplatz zu schützen waren. Auf Beschwerde von Betroffenen war der Tatbestand zu prüfen und mit angemessenen arbeitsrechtlichen Maßnahmen wie Abmahnung, Umsetzung, Versetzung oder Kündigung und erforderliche dienstrechtliche und personalen Maßnahmen zu reagieren.
Vom Beschwerderecht der Betroffenen blieben die Vorschriften der §§ 84, 85 des Betriebsverfassungsgesetzes unberührt. Bei der Maßnahmenergreifung blieben zudem die Rechte des Betriebsrates nach § 87 Abs. 1 Nr. 1, §§ 99 und 102 des Betriebsverfassungsgesetzes und des Personalrates nach § 75 Abs. 1 Nr. 2 bis 4a und Abs. 3 Nr. 15. § 77 Abs. 1 Nr. 2 und § 79 sowie die Rechte in Personalangelegenheiten der Beamten nach den §§ 76, 77 und 78 des Bundespersonalvertretungsgesetzes sowie nach den entsprechenden Vorschriften der Personalvertretungsgesetze der Länder unberührt. Für weibliche und männliche Soldaten blieben die Vorschriften des Soldatengesetzes, der Wehrdisziplinarordnung und der Wehrbeschwerdeordnung unberührt.